# Де ла Руа, Фернандо
Фернандо де ла Руа (исп. Fernando de la Rúa; 15 сентября 1937, Кордова — 9 июля 2019) — президент Аргентины в 1999—2001 годах от альянса партий Гражданский радикальный союз и FREPASO. Досрочно ушёл в отставку из-за массовых беспорядков на фоне обострения экономического кризиса, который в латентной форме сопровождал всё его президентство.

## Биография
Родился в семье адвоката Антонио Де ла Круа Катани и Элеоноры Бруно Боэри. Отец имел галисийское происхождение, мать — итальянское. Окончил Национальный университет Кордовы, где изучал право. В 1973 году был избран в Сенат от Гражданского радикального союза. На президентских выборах в сентябре 1973 году баллотировался в вице-президенты вместе с Рикардо Бальбином и занял второе место. После очередного военного переворота преподавал в Университете Буэнос-Айреса. В 1996 году стал первым избранным мэром Буэнос-Айреса и завоевал популярность на этом посту.

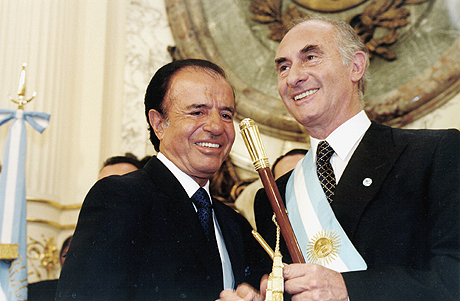
Менем и Фернандо де ла Руа. 10 декабря 1999 года

В 1999 году был избран президентом, набрав 48,37 % голосов против 38,27 % у ближайшего оппонента Эдуардо Дуальде (выборы проходили в один тур). Отмечается, что немалую роль в его избрании сыграла одиозность действующего президента Карлоса Менема, чьим однопартийцем был Дуальде. Перед выборами де ла Руа обещал бороться с коррупцией, преступностью и безработицей, однако пообещал сохранить созданную при Менеме неолиберальную экономическую модель. Однако именно в период его президентства основные экономические показатели Аргентины ухудшились: экономика вошла в стадию стагнации, государственный долг вырос до более чем 100 миллиардов долларов, происходил рост дефицита бюджета и безработицы. Летом 2001 года кредитные рейтинги Аргентины были понижены, что привело к дальнейшему осложнению финансового положения. Вскоре возглавляемое де ла Руа правительство столкнулось с проблемой возврата кредитов и было вынуждено прибегнуть к непопулярным мерам экономии (сокращение зарплаты госслужащим и пенсий), что привело к массовым протестам. 3 декабря был введён лимит на снятие денег с банковских счетов, а 12 декабря правительство не смогло выплатить 1,4 миллиона пенсий, поскольку наличные деньги были задействованы в процессе погашения кредитов. Параллельно в стране проходили массовые акции протеста и общенациональные забастовки против политики правительства и лично де ла Руа и министра экономики Доминго Кавальо. К 20 декабря в столкновениях с полицией погибло 20 человек, и на следующий день де ла Руа ушёл в отставку. 23/24 декабря и. о. президента объявил о дефолте по внешним обязательствам на общую сумму в 132 миллиарда долларов.
После отставки был привлечён к суду по делу о гибели протестующих во время беспорядков.